# ロシアの教育

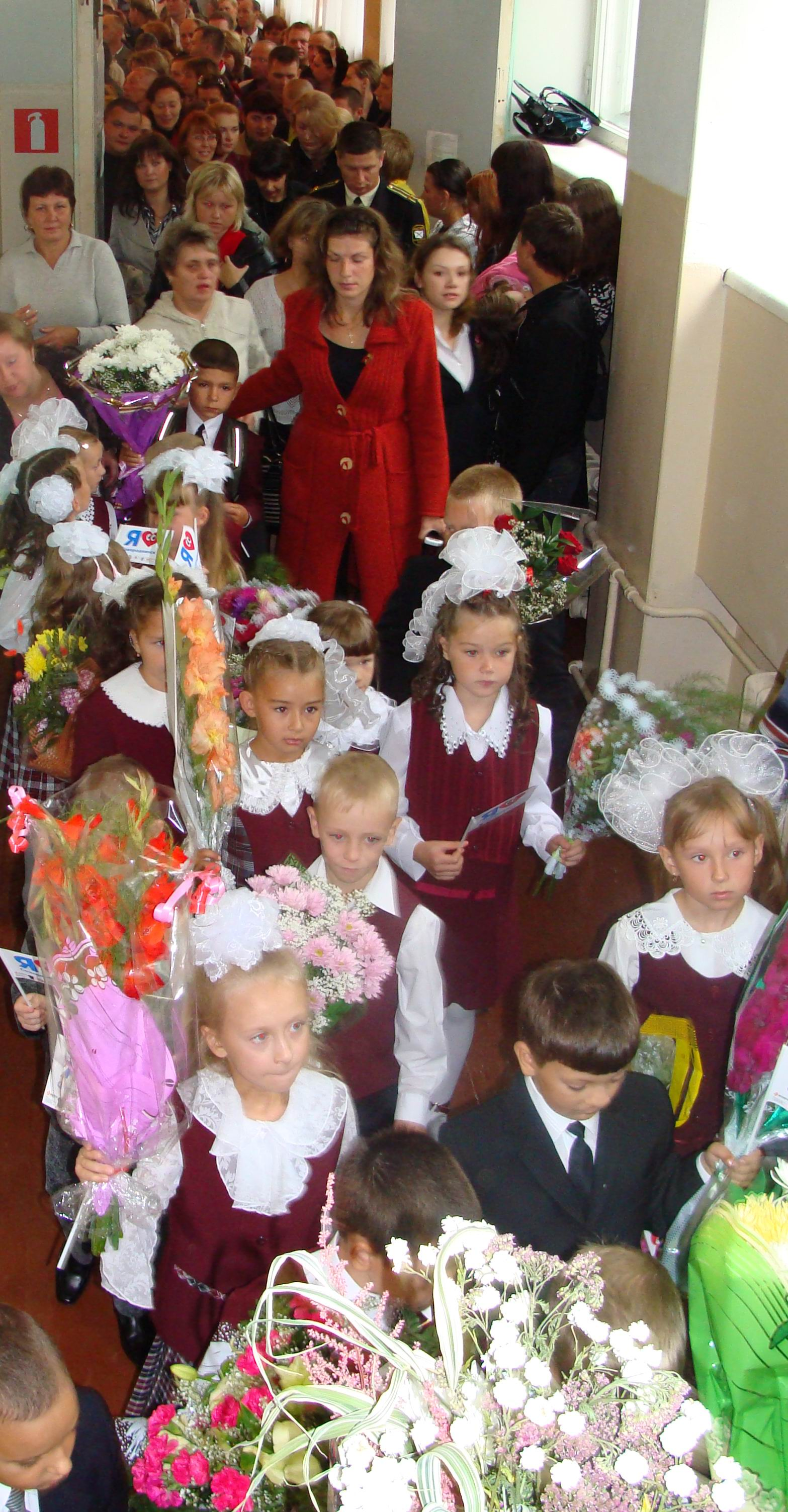
9月1日は「知識の日」という祝日であり、子供たちの入学を盛大に祝う。

ロシアの教育（ロシアのきょういく）として、この項目ではロシア連邦の教育を解説する。
ロシアの教育はロシア教育・科学省が所管していたが、2018年5月からはロシア教育省（初等・中等教育）とロシア科学・高等教育省（科学アカデミー・高等教育）に分割された。義務教育は11年間で4-5-2制である。学期は9月から始まり、4学期制で秋・冬・春・夏の休みがある。
初等・中等学校はモスクワ市内だけでも約1,500あるが、固有の校名といったものは無く「第1,500学校」のように番号で名付けられている。生徒人数はロシア国内で約1,800万人以上である。私立学校に通うのは、就学前教育で1%、初等教育で0.5%、大学レベルで17%ほど。
ロシアの教育は、子どもによく勉強させることが特徴である。基礎知識を教えるだけでなく、創造性を伸ばすために自分で考えるプログラムも多く、生徒の自主性を尊重する選択科目制が導入されている。

## 根拠法
ロシアの教育に関する基本法は、連邦法「ロシア連邦における教育について」2012年12月29日付 第273-FZである。 2013年9月1日発効。全111条。改定が何度かされている。
（露: Федеральный закон от 29.12.2012 № 273-ФЗ "Об образовании в Российской Федерации"）
旧基本法は ロシア連邦法「教育について」1992年7月10日付 第3266-1である。（全58条）
（露: Закон РФ от 10.07.1992 № 3266-1 "Об образовании"）
ロシア連邦憲法の教育に関する条文は第43条などがある。（親の教育義務は第38条第2項）

## 教育システム
教育システムは、教育の基本法（連邦法 第273-FZ 2013年9月1日発効）第10条「教育システムの構造」で定めている。
その第10条の中では、教育を大きく4つに分け、それぞれをさらに細分している。それらを整理すると次のようになる。なお、対応する教育機関の種類や具体的な点については基本法には無いが、説明として補足した。
- 普通教育 - 特定地域（連邦市など）の公立校（市などが設置）は国家予算教育機関が多い。また、モスクワ市は独自の改革を行っている[* 2]。
  - 就学前教育 - 幼稚園など。幼稚園は公立が多い。
  - 初等・基本・中等普通教育 - この3段階の教育水準が義務教育とされている[2][4]。一般的にはシュコーラ[* 3]と呼ばれるが、プロギムナージヤ、ギムナジア（ギムナージヤ）やリツェイの名称をもつもの[* 4][5]、英語や芸術分野など特定の教育を重視するものなど、公立校であっても多様化している。ひとつの教育機関の中で3段階の教育を行うのが一般的である。学年は1年生から11年生と3段階の教育を通したものになる[* 5]。
    - 初等普通教育 - 4年間 1～4年生[2][* 1]（現行制度[* 6]では、基本的に新入学時に6歳6ヶ月以上[2][6]）
    - 基礎普通教育 - 5年間 5～9年生[2]
    - 中等普通教育 - 2年間 10～11年生[2] 日本の高等学校相当。10年生に進むのは、主に大学進学予定者である。[* 7]（国際標準教育分類 ISCED-97 3A[7]）
- 専門教育 - 社会人向けのコースを積極的に設けている教育機関が多い。
  - 中等専門教育 - カレッジなどの中等専門学校。一部の技能を除いて基本普通教育（9年生）の後に入学できる。（ISCED-97 3B + 5B（中等普通教育程度を終了している人のコースは 5B）[7][* 8]）
  - 高等教育 -  各種の大学[* 9]　学士（通常4年かそれ以上）、専門家（5年かそれ以上）。大学院教育。
- 追加教育（露: дополнительное образование） - 子供の追加教育、成人の追加教育、追加専門教育。子供の追加教育は、日本の学校で授業とは別に行われる教育（クラブ活動や林間学校など）が相当するが、より広い範囲の教育活動がある。学校または公立の追加教育機関で行われる。
- 職業訓練（露: профессиональное обучение）

教育目的に応じた形態が取られることがあり、細かな実態はこれより複雑である。
夏休み前に卒業する関係で、4年の年限をロシアの資料では3年10ヶ月などとすることがある。

### 連邦国家教育スタンダード
連邦国家教育スタンダードにより、普通教育と専門教育（専門分野ごと）の基本教育内容が定められている。（露: федеральный государственный образовательный стандарт (ФГОС) ）

### 旧制度との違い
以前の制度にあった初等専門教育（専門リツェイなどが相当）は無くなっている。高等専門教育は高等教育となり、大学院にあたる大学後専門教育（高等後期専門教育）は高等教育の一つとなった。

## 初等・基本普通教育
ロシアの初等・基本普通教育は大学進学前の中等普通教育を含めた11年制のシュコーラと呼ばれる学校で行なわれる。子供は6歳あるいは7歳から学校に入学する（入学する9月1日に6歳6ヶ月以上）。
学年が終わる頃（5月末～6月頃）6年生から10年生までの生徒たちは主要2～3科目の試験を受け、その結果も踏まえて学年の成績がつく。9年生は、義務教育の終了であり、より複雑な試験（4科目）を受け、生徒の一部が学校を卒業する。
国立普通学校（この教育段階のほとんどの学校は国立ではなく公立である）の多くは共学で、1クラス25～35人程の生徒数で授業が行われる。また、国立学校の場合授業料は無料である（私立は有料）。
ギムナージヤ（ギムナジウム）とリツェイと呼ばれる学校では、専門科目や義務教育プログラムより多くの選択科目（例えば、論理学）を含んだ教育を受けられ、教育のレベルが高く、一般の学校よりも入学するための競争率が高い。ギムナージヤでは人文・社会科学の科目、リツェイでは自然・技術科目に力を入れている。
また、2006年より新しい初等・中等教育基準が正式に導入される予定で、現在は新制度への移行段階にある。従来は、第4学年から第一外国語（英・独・仏・西の4ヶ国語から選択）の授業が始められていたが、新制度では第2学年からの開始に統一される予定で、すでに第2学年からの外国語教育を開始している学校も多い。第一外国語の学習は必須である。
第二外国語は各学校の裁量により設置され、第5学年から開始される。その他、ファクリタチフと呼ばれる選択科目としての外国語の授業が行なわれている。このファクリタチフは日本の選択科目より自由な性質を持つものであり、評価や履修の記録は成績表に特に残されないことも多い。選択科目として設置される外国語のうち、東洋系の言語は日本語もしくは中国語の場合が多い。
夏休みは6月、7月、8月の3ヶ月。しかし、長い分、宿題の量ももちろん多い。

## 中等教育

### 中等普通教育
中等普通教育とは、3Aレベルの高等教育進学準備過程であり、2年間の教育が行われる。
卒業試験は、「統一国家試験」制度が導入された。この成績が一定の大学の入学の手続きで認められて、これが高い場合、このまま入学できる。ただ、実際には一流大学では統一国家試験の成績がほとんど考慮に入れられず、この大学の特別入学試験でしか入学できない。

### 中等専門教育
中等専門教育機関には、一般学校で9年間の初等・基本普通教育（2Aレベル）を終えた生徒が主に入学し、技能により3-4年程度学習する。
大学より下位の専門職になるが、広範な分野の教育が行われる。看護師、保育士、図書館員、地下鉄の機関士等が中等専門教育機関修了者である。専門学校の教育プログラムには普通、一般学校の10年生と11年生が学んでいる科目と専門科目が平行して入っている。中等専門教育を受けた後、その分野の大学に入る者も多く、大学入学の際に有利になることがある。

## 高等教育

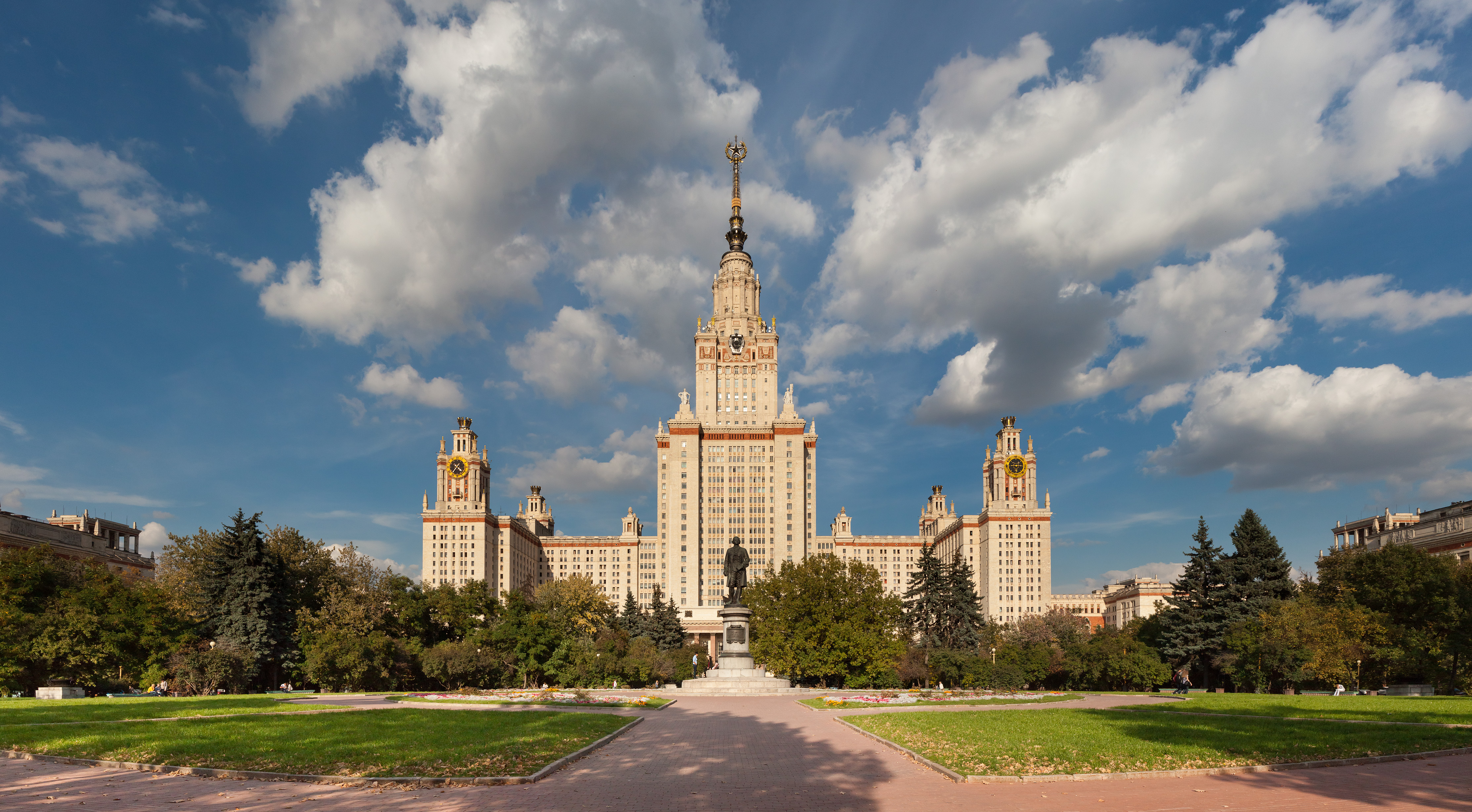
モスクワ大学

各種の大学がこれに当たる。修業年限は通常4年かそれ以上で学士を取得する。（5年間修学のところは専門家の場合もある）
高等教育での学生の数は約586万人である（2004年）。
現在、モスクワには約85の高等教育機関が存在しており、
- ミハイル・ロモノーソフ記念モスクワ大学 (MGU)
- バウマン記念モスクワ国立工科大学
- ロシア医学大学
- モスクワ教育大学
- モスクワ農業アカデミー
- モスクワ国際関係大学
- プレハーノフ記念ロシア経済アカデミー
- モスクワ財政大学
- モスクワ技術物理大学

などが有名である。これらほとんどが国立大学である。
高等教育は、財政難より有料化しつつある。だが、有料コース（約1000～6000ドル/月）と無料コースがあり受験生は自由に選択出来る（無料コースは有料コースに比べ競争率が高い）。また、社会人の為の有料の通信・夜間過程も充実している。
大学入学の条件は、中等一般教育あるいは中等専門教育の終了である。普通は6月に入学募集があり、大学受験生が各大学に組織化される入学委員会に一定の書類を提出する。7月と場合によって8月には入学試験が行われる。
専攻に関わらず、第1学年から第3学年の間、第一外国語の履修が義務付けられている。言語学、文学、翻訳・通訳論、国際関係論、世界経済などを専攻とする場合は第二外国語、ときには第三外国語の履修が義務付けられる。ロシア教育・科学省の定めにより、一般科目としての第一外国語は英・独・仏・西の4ヶ国語から選ばなくてはならない。

### 21世紀初頭の改革
21世紀初頭のロシア科学アカデミーの改革に先立って、高等教育機関の改革も始まった。2005年のユネスコのレポートによると、ロシアの成人人口の半数以上が高等教育を受けており、これはOECD平均の2倍である。2007～2008年度のロシアでは、あらゆる形態の高等教育（軍事機関、警察機関、大学院研究を含む）に810万人の学生が在籍していた。留学生は入学者の5.2％を占め、その半分は他のCIS諸国からであった。620万人の学生が、教育省によって認可された658の国有および450の私立大学レベルの機関に登録された。2005年には総教員数は62,500人に達した。
国有の高等教育機関の数は、1990年の514から2002年の655まで着実に増加しており、2002年以降ほぼ一定してきた。1995年に最初に193と報告された民間高等教育機関の数は増え続けている。こうした中で、南部連邦管区のロストフ・ナ・ドヌ、タガンログ、その他の南部の町の国立大学および地方大学がロスト・ナ・ドヌにある南部連邦大学に統合されて、2006年に連邦大学への統合・設立が始まった。同様な連邦大学への統合が、シベリア連邦管区のクラスノヤルスクでシベリア連邦大学として設立され、3校目の連邦大学は極東連邦管区のウラジオストクに極東連邦大学として登場した。モスクワ国立大学とサンクトペテルブルク国立大学は、2007年に特に組織変更なしで連邦大学となり、このステータスを取得した。
アンドレイ・フルセンコ教育・科学大臣（2004～2012年）は、卒業証書工場と標準以下の大学を排除するために、高等教育機関の数を削減するように動いてきた。 2008年4月、彼の計画はドミトリー・メドベージェフ大統領によって承認された。彼は「この数、約1000の大学とそこからさらに2000の分校は、世界の他のどこにも存在しない。教育基準の切り下げだ。」といっている。経済学者・政治家のエフゲニー・ヤシン（Евгений Ясин）のような削減の支持者でさえ、この動きがモスクワ、サンクトペテルブルク、ノボシビルスクの学界の統合を強化し、地方を荒廃させて、地元の学校の教師を訓練するための大学が残さないことを心配している。
しかしその後も連邦大学の設立は止まらず、その後も5つの連邦大学が設立された。北西連邦管区の北方(北極)連邦大学およびバルト連邦大学、沿ヴォルガ連邦管区のカザン(ヴォルガ)連邦大学、ウラル連邦管区のウラル連邦大学、極東連邦管区サハ共和国の北東連邦大学、北カフカース連邦管区の北カフカース連邦大学である。

## 音楽・芸術学校
ロシアでは音楽、美術、芸術学校は国立が多い。
サンクトペテルブルクの場合、音楽学校は30以上、美術学校は20以上、音楽・美術・工芸科などがある芸術学校が30以上あり、約90校が1つの都市にある。
教育費は有料だが、中流家庭にも十分に払える額である。
学校によって異なるが、4～10歳で入学し音楽学校は7～8年、美術学校は4～6年教育を受けた後、さらに高等教育を受ける。

## 日本語教育
日本語を教える学校はモスクワには9校、モスクワ州には2校、サンクトペテルブルク市には3校、ニジニ・ノヴゴロド市には2校、エカテリンブルク市には5校、イルクーツク市には3校、ノヴォシビルスク市には5校、ハバロフスク市には1校、ウラジオストク市には3校がある。
1998年から毎年、日本国大使館主催によりモスクワとウラジオストク、サンクトペテルブルク、ペルミ、アストラハンで日本語能力試験が行われている。
日本人日本語教師のいる学校では、日本で作られた教科書が使用されることが多い。近年は、ロシア人教師の著作による初等・中等教育向けの日本語教科書も出版されるようになっているが、依然として日本で作られた教材への需要は高く、国際交流基金の日本語教材寄贈プログラム等への期待が高い。

## その他の話題

### 学校成績
教師が毎日、子どもたち一人ひとりの授業態度や理解度などを成績ノートに書き込む。ロシアの初等・中等教育では5段階評価システムが用いられており（3以上が合格）、1や2をとった子どもは親に怒られるのを怖がってよく成績ノートをなくす、という。しかし、1がつく事は全くないといっても良いので、最低の成績の事は俗に「ドゥウォーイカ（2のくだけた言い方）」と呼ばれる。